# Original Design Manufacturer
Als Original Design Manufacturer (ODM) wird ein Unternehmen bezeichnet, das für andere Unternehmen Auftragsfertigungen in großem Maß übernimmt.

## Hintergrund
Ein ODM stellt von anderen Unternehmen in Auftrag gegebene, jedoch zum Teil selbst entwickelte Produkte her, die letztlich unter dem Markennamen des Auftraggebers verkauft werden. Dieses Vorgehen erlaubt es einem Kunden eines ODMs Markenprodukte anzubieten, ohne dass der Kunde eine eigene Fabrik für dieses Produkt betreiben muss. Diese Art der Herstellung ist vor allem im internationalen Handel üblich. Westliche Unternehmen nutzen sie beispielsweise, um in Asien ihre Produkte kostengünstiger als im eigenen Land herzustellen.
Das gewünschte Konzept wird vom Auftraggeber vorgegeben, der ODM übernimmt die Planung, Konstruktion und Fertigung des Produktes, das anschließend unter dem Markennamen des Auftraggebers verkauft wird. Im Gegensatz dazu steht der Contract Manufacturer (CM), der lediglich die Auftragsproduktion übernimmt.

## Beispiele
Der Markenname ist weder ein Indiz für eine Eigenproduktion noch für hohe Qualität, da das unter dem Markennamen angebotene Produkt aus der Fertigung dieser Original Design Manufacturer besteht. So beliefert beispielsweise Foxconn als ODM Unternehmen wie Acer, Apple, Dell, Hewlett Packard, Intel, Microsoft, Nintendo, Nokia, Sony und Toshiba. Die teilweise konkurrierenden Unternehmen beziehen Teile ihrer Produkte also von ein und demselben Unternehmen.
ODMs sind in der Notebookherstellung etabliert. So stammen rund 90 % aller produzierten Notebooks von ODMs. Bekannte ODMs sind in diesem Bereich u. a. ECS, Quanta Computer, Compal, Clevo und Wistron. Quanta stellt beispielsweise Notebooks für Acer, Apple, Dell, Hewlett Packard sowie einige Modelle für Toshiba her.